# 農業協同組合 (日本)

JA及JA集团下属组织的标志

日本農業協同組合（日语：／ ，通稱農協）是由日本農民及農業經營者所組成，並依照日本農業協同組合法所建立的農業合作組織。組織多由日本全國農協中央會領導，形成一個“農協集團”。該集團的通常称为為“JA”（Japan Agricultural Cooperation 的簡稱），而集團各組織也多以“JA”作為自己的簡稱的開頭。

## 历史
二战后，盟军最高司令官总司令部（GHQ）指示日本政府成立欧美型的自主、自立型农民协会，以达到保护自耕农利益目的。经过与GHQ交涉，日本于1947年通过《农业协同组合法》。
一方面，日本农协成立时秉承欧美型农民协会的自主、自立型特征。另一方面，日本政府长期依靠农协对农业与食量进行统筹管理，农协也与日本的长期执政党自由民主党关系密切，常常被认为是日本的“压力团体”之一。

## 职能与组织
每个农协的事业范围作用多由其成员自主决定。而大多涉及内容广泛，涵盖农药化肥等药剂的采购、农牧产品的集中贩售、农业相关的信托业务、卫生福利事业等。

### 组织架构
•全國農業協同組合中央會（日语：全国農業協同組合中央会）（JA全中）：負責對地方農協進行監督、指導並幫助其進行宣傳。而每个都道府縣也都有一個屬於自己地區的農協中央會（JA中央會）。
•全國農業協同組合聯合會（日语：全国農業協同組合連合会）（JA全農）：負責農牧產品的販賣、農用品的採購以及农业技术开发等經濟事業。 
•農林中央金庫（日语：農林中央金庫）（農林中金）：負責管理農協、漁協相關的儲蓄。
•全國農業協同組合互助保險聯合會（日语：全国共済農業協同組合連合会）（JA共济連）：負責農民的相互保險業務。
•全國農業協同組合醫療衛生聯合會（日语：全国厚生農業協同組合連合会）（JA全厚連）：負責醫療事業，面對農協成員及當地民眾開設醫療機構。